# Parantica rotundata
Hổ béo (Parantica rotundata) là một loài bướm trong phân họ trong phân họ Danainae. Nó là loài đặc hữu của Papua New Guinea.